# Conte de la ville de Labatît

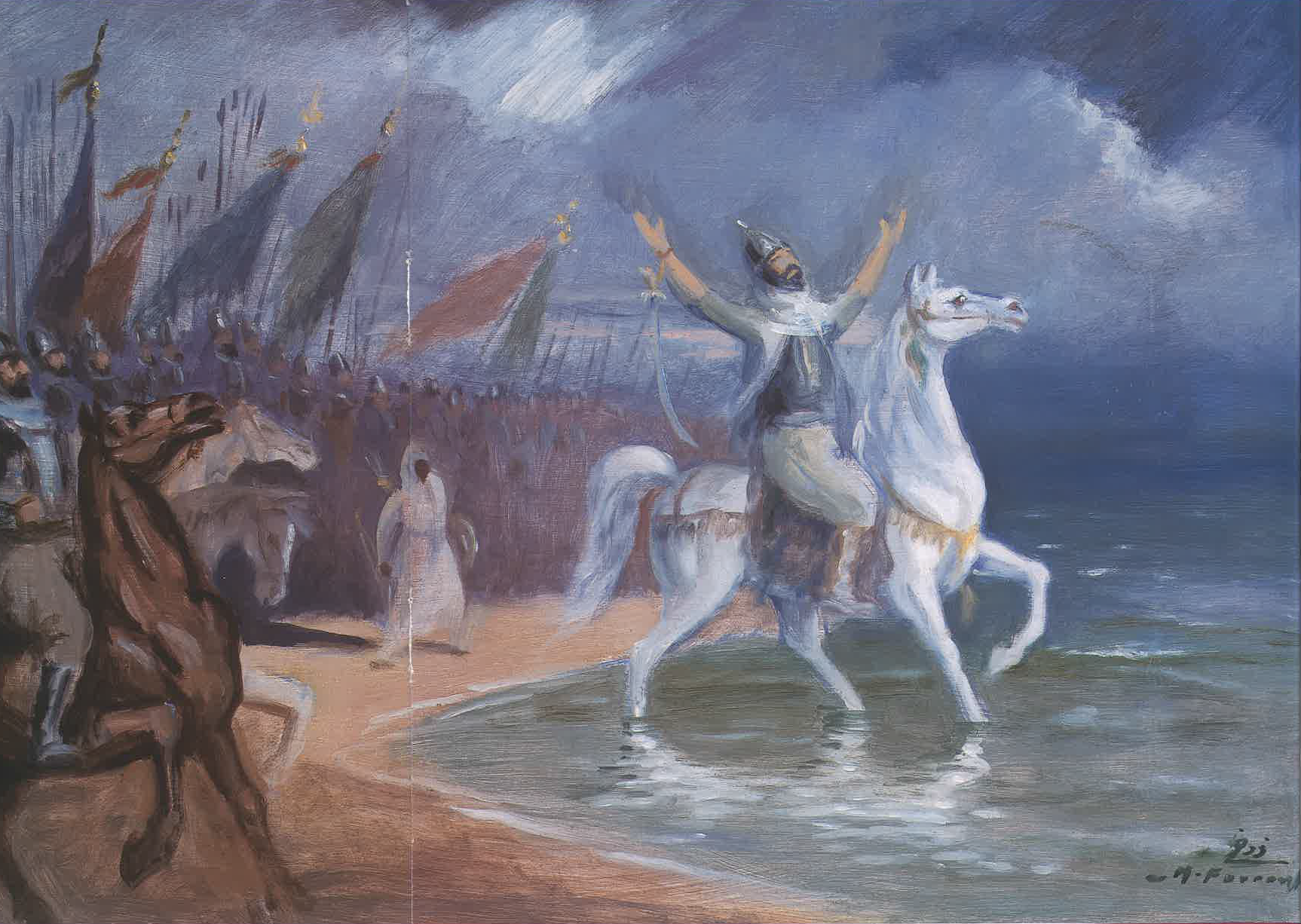
Une armée arabe atteint l'Atlantique. Peinture de Moustafa Farroukh.

Le Conte de la ville de Labatît est un conte des Mille et Une Nuits. Il est répertorié dans l'Encyclopédie des Mille et Une Nuits sous le numéro ANE 67.
Il raconte la conquête désastreuse d'une ville byzantine par les armées musulmanes pendant l'expansion islamique (632-750).

## Résumé

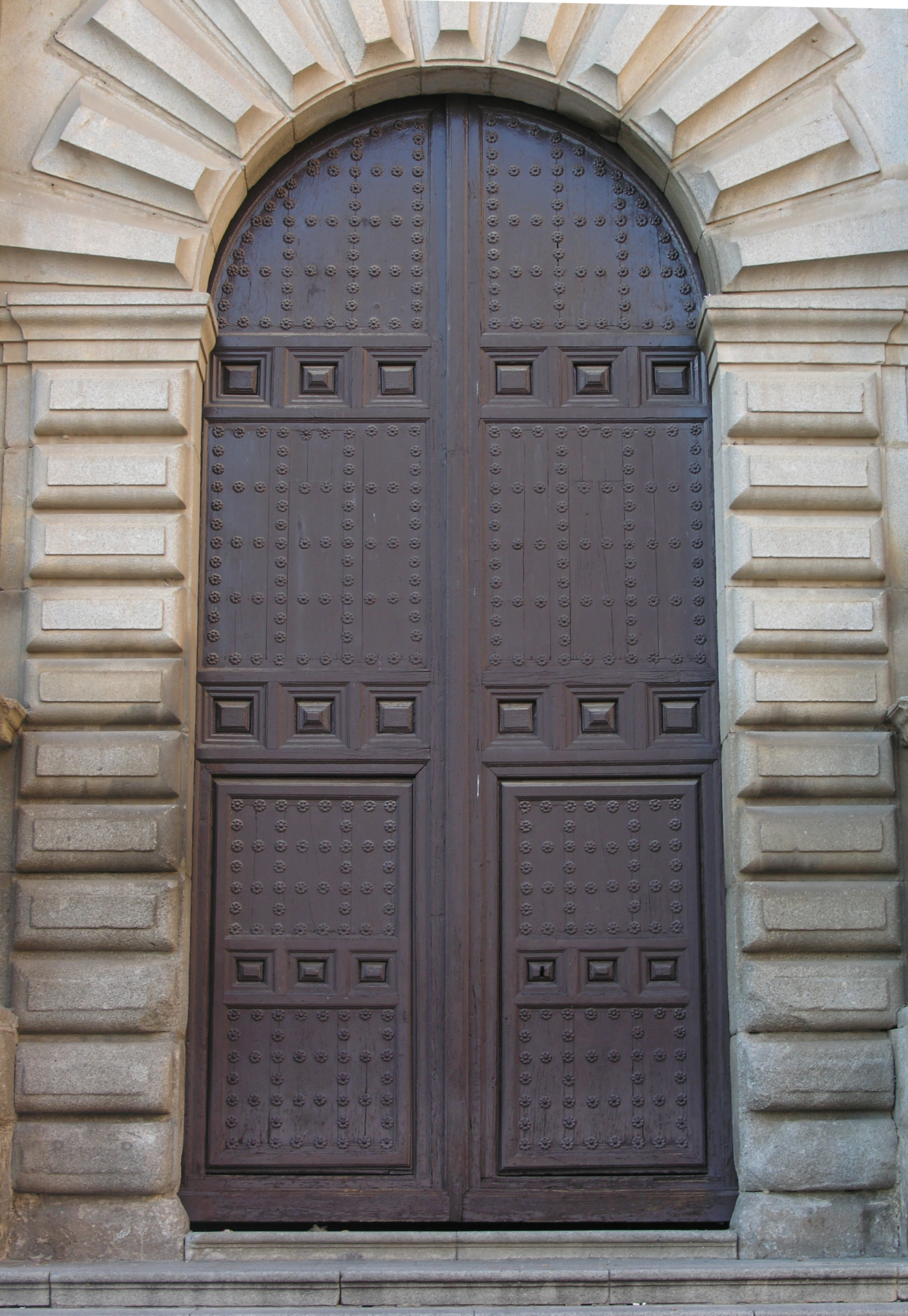
Porte à Tolède (Palais archiépiscopal de Tolède)

Il était une fois, au pays des Romains, une ville royale appelée Labatît, dans laquelle se dressait un château qui était toujours gardé fermé à clé. Chaque fois qu'un roi mourait, le nouveau roi plaçait une serrure supplémentaire, plus solide, sur la porte du château, de sorte qu'il y en eut finalement vingt-quatre. Mais après ce temps, un homme qui n'appartenait pas à la famille régnante ancestrale s'empara du trône royal et voulut ouvrir les serrures du château pour voir ce qu'il y avait à l'intérieur. Les élites de l'empire le supplièrent par des offres de trésors de ne pas ouvrir les serrures ; mais le nouveau roi ne se laissa pas dissuader de son plan et ouvrit les serrures du château et la porte. Dans le château, il a trouvé des portraits d'Arabes montés et armés, ainsi qu'un document avertissant que si la porte était ouverte, une bande d'Arabes conquerrait le pays.
La ville de Labatît était située en Andalousie et, la même année, elle tomba aux mains du général Tariq ibn Ziyad, qui agissait au nom du calife omeyyade Abd al-Malik (qui régna entre 685 et 705). Tariq ibn Ziyad provoqua une terrible chute de la ville, s'emparant d'un grand butin, tuant le roi, pillant la campagne et capturant femmes et enfants. Dans la salle fermée par la fameuse porte, il trouva un immense trésor :

« entre autres plus de cent soixante-dix couronnes de perles, d'hyacinthes et d'autres pierres précieuses ; et il trouva un salon, où les cavaliers pouvaient lancer les lances, rempli de vases d'or et d'argent, tels qu'aucune description ne peut en contenir. De plus, il y trouva la table du Prophète d'Allah, Salomon, fils de David (que la paix soit sur eux !), qui existe encore aujourd'hui dans une ville grecque ; on dit qu'elle était en émeraude vert gazon avec des vases d'or et des plats de jaspe. De même, il trouva les Psaumes écrits en vieux caractères ioniens sur des feuilles d'or serties de pierres précieuses, ainsi qu'un livre exposant les propriétés des pierres, des herbes et des minéraux, ainsi que l'usage des caractères et des talismans et les canons de l'art de l'alchimie. Il trouva également un troisième volume qui traitait de l'art de tailler et de sertir les rubis et autres pierres précieuses, ainsi que de la préparation des poisons et des thériaques. Il y trouva également une mappemonde représentant la terre, les mers, les différentes villes, pays et villages du monde. Il trouva également un vaste salon rempli de poudre hermétique, dont un élixir d'une drachme transformerait mille drachmes d'argent en or fin ; ainsi qu'un merveilleux miroir, grand et rond, en métaux mélangés, qui avait été fabriqué pour Salomon, fils de David (que la paix soit sur les deux !) dans lequel quiconque regardait pouvait voir la représentation contrefaite des sept climats du monde ; Il vit une chambre remplie d'hyacinthes brahmaniques, pour lesquelles les mots sont impuissants. »

Il envoya tous les biens à Al-Walid II, le fils et successeur d'Abd al-Malik. Depuis la ville, les Arabes ont étendu leur sphère d'influence jusqu'en Andalousie.

## Contexte historique

Conquête musulmane de l'Espagne

Richard Francis Burton, dans une note de sa traduction (1885), suppose que cette ville est inspirée de Tolède, en Espagne. Il suppose que cette histoire était probablement connue de Washington Irving. Le « Pays de Roum » signifie ici simplement le Pays des Francs, car le lecteur apprendra plus tard que l'action se passe en Andalousie.
Enno Littmann, orientaliste allemand ayant publié une traduction des Nuits entre 1921 à 1928, a supposé que la mention de la ville de Labatît dans le manuscrit du Caire des Mille et Une Nuits était une confusion avec la ville de Septa. C'est l'actuelle Ceuta, l'enclave nord-africaine-espagnole séparée du Maroc actuel, qui faisait encore partie de l'Empire byzantin lorsque les Arabes ont avancé pendant l'expansion islamique (632-750).
André Miquel explique que cette histoire est une version parmi tant d'autres de la conquête de l'Espagne par l'islam, derrière lesquelles l'histoire s'efface totalement. Le pays est considéré comme légendaire ; lui et sa capitale fabuleuse rejoignent, dans la fantasmagorie, les récits du bout du monde et de la prestigieuse ville d'airain. Ce conte vaut surtout par deux traits : la réception de l’héritage biblique, avec David et Salomon, ainsi que la découverte de tout un savoir, d'origine grecque, que l'islam développera. Ici, il est rassemblé autour de quelques disciplines, la dernière évoquée ici étant la géographie étendue au sens de connaissance totale du globe terrestre en ses sept divisions longitudinales ou climats.
Dans l'Encyclopédie des Mille et Une Nuits, Ulrich Marzolph, Richard van Leeuwen et Hassan Wassouf supposent que Labatît est la ville de Tolède.
Le calife al-Walid II régna de 705 à 715 et, en 711, les armées musulmanes traversèrent la péninsule ibérique, où les Arabes attaquèrent et détruisirent finalement l'Empire wisigoth sous la direction de l'usurpateur Roderic (mort en 711). Le commandant byzantin de Ceuta, en Afrique du Nord, avait déjà remis la ville aux armées arabes. Selon Enno Littmann, le récit, dans lequel certains faits historiques sont confondus, préserve la mémoire de la période d'expansion islamique en Espagne et en Afrique du Nord. Les auteurs de l’Encyclopédie des Mille et Une Nuits partagent également ce point de vue.

## Sources de textes
L'histoire se trouve dans des manuscrits égyptiens des Nuits, y compris le manuscrit du Caire et les premières versions imprimées arabes du XIXe siècle. Richard Francis Burton et Enno Littmann utilisèrent l'édition Calcutta II pour leurs traductions.